# Detektor aktywacyjny
Detektor aktywacyjny – urządzenie do pośredniego wykrywania neutronów.
Rodzaj detektora promieniowania służący do pomiaru strumienia neutronów poprzez pomiar promieniotwórczości wywołanej aktywacją materii przez te neutrony. Jednym z materiałów używanych w detektorach aktywacyjnych jest ind.